# Wolfsittard 110

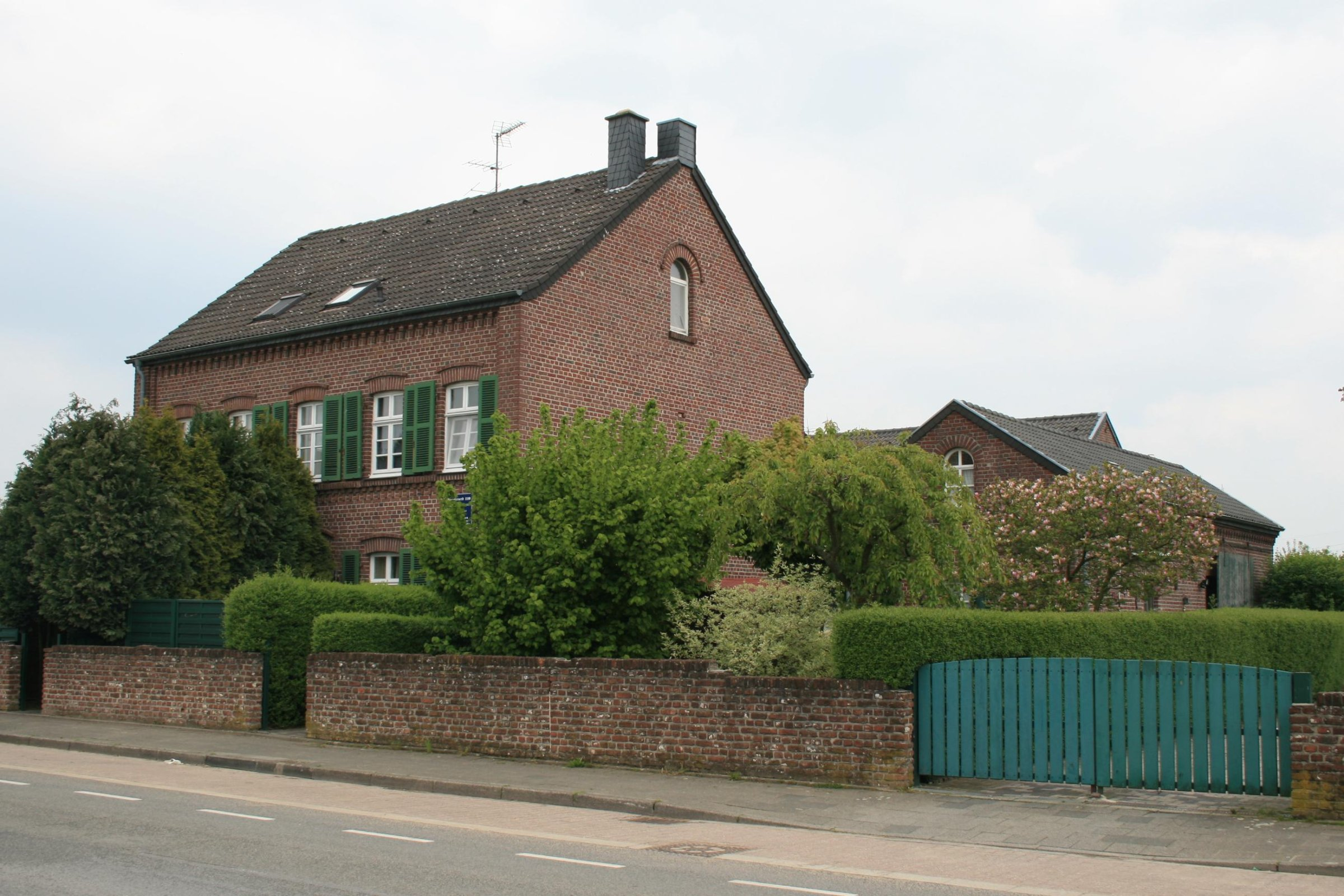
Hofanlage (2010)

Die Hofanlage Wolfsittard 110 steht im Stadtteil Wolfsittard in Mönchengladbach (Nordrhein-Westfalen).
Das Gebäude wurde 1903 erbaut. Es ist unter Nr. W 021 am 7. September 1988 in die Denkmalliste der Stadt Mönchengladbach eingetragen worden.

## Architektur
Bei dem Objekt handelt es sich um eine vierseitige ausgebaute Hofanlage aus dem Ende des 19. Jahrhunderts. Das Wohnhaus zeigt fünf Achsen und trägt ein Satteldach. Das Objekt ist als Denkmal schützenswert.